# 三碲化锂
三碲化锂是锂和碲的嵌入化合物，实验式为LiTe
3。它是Li-Te系统中三个已知成员之一：金属单质、碲化锂（Li
2Te）和它。 
1969年，LiTe3首次由美国原子能委员会研究人员发现。由于有望研发出使用熔融的碲盐去冷却核反应堆的方法，这个化合物已得到研究。
将元素比例适当的混合物加热，就可以合成出三碲化锂。三碲化锂在304 °C以下不稳定：它会分解，释出碲蒸汽。
就结构而言，三碲化锂中有一层层类似于石墨烯的碲，它们与原子平行，形成呈直行的碲平面。锂离子穿过每个碲六边形的中心，形成直排。